# Pallanuoto Sport Management
La Pallanuoto Sport Management o Sport Management Pallanuoto Busto è una squadra di pallanuoto con sede nella città di Busto Arsizio. Nel 2020-2021 milita nella Serie B, con il nome di Pallanuoto BPM Sport Management per motivi di sponsorizzazione.
Fa parte del gruppo Sport Management S.p.A. Società Sportiva Dilettantistica, società leader nazionale nella gestione di centri sportivi natatori.

## Storia
La società è stata fondata a Verona nel 1987. Dalla fondazione ad oggi la squadra ha partecipato ai campionati di Serie D, C e B, conquistando per tre volte la promozione in Serie A2 e giocando le partite casalinghe alla Piscina Dugoni di Mantova. Nella stagione 2012-13 è storico l'accesso in seconda divisione. 
Nella stagione 2013-14 stipula un importante accordo con la Banca Popolare di Milano e assume appunto il nome di BPM Sport Management. Nell'ambito di una politica di valorizzazione dei propri impianti, la società si trasferisce a Monza al Centro Natatorio Pia Grande, dove disputa le partite casalinghe di campionato. Nel corso della stagione 2013-2014 la squadra è protagonista di un'autentica marcia trionfale, con 21 vittorie e un solo pareggio nella regolar season e la conquista della storica promozione in Serie A1 dopo aver battuto, nel corso dei play-off, Nuoto Catania e Ortigia Siracusa.
La stagione 2014-2015 è quella del debutto in Serie A1. Nel campionato vinto dalla Pro Recco, la squadra di mister Baldineti è l'autentica rivelazione. Chiusa la regular season al 4º posto dietro a Pro Recco, AN Brescia e Acquachiara e nel primo turno dei play-off liquida in due match la RN Savona, sconfitta rispettivamente 5-4 e 9-8. In semifinale la formazione lombarda affronta la Pro Recco, che nella gara l'andata a Monza agguanta il pareggio a soli sei secondi dal termine, prima di imporsi nel corso della lotteria dei rigori. In gara 2, alla Piscina di Sori, i liguri vincono per 9-6 e volano in finale. Nella finale per il 3º posto la Sport Management batte la Carpisa Yamamay Acquachiara in due match (14-13; 8-5) e stacca il pass per l'accesso in LEN Champions League. Anche in Coppa Italia la BPM Sport Management si classifica al terzo posto, dietro sempre a Pro Recco e AN Brescia.
Nella stagione 2015-2016 la società si sposta alle piscine Manara di Busto Arsizio come impianto per le partite interne. Nel 2018 è finalista di Coppa LEN, dove viene sconfitta dagli gli ungheresi del Ferencváros. Termina il campionato in semifinale play-off dopo il terzo posto della regular season.
Nel 2019-2020 la formazione subisce un brusco ridimensionamento rispetto al recente passato, ma riesce comunque a classificarsi in quarta posizione prima dello stop forzato al campionato a causa della pandemia di COVID-19. Nell'estate 2020 Baldineti, dopo sette anni, lascia la squadra, che inizia a galleggiare tra la Serie B e la Serie C.
Nel 2021 viene riattivata la sezione femminile, che ottiene subito la promozione dalla Serie B alla Serie A2..

## Rosa 2020-2021
| N° |                   | Ruolo | Giocatore            |
| -- | ----------------- | ----- | -------------------- |
|    | Italia (bandiera) | P     | Mirko Franzoni       |
|    | Italia (bandiera) | P     | Filippo Pedroni      |
|    | Italia (bandiera) | CV    | Andrea Coscia Vanoni |
|    | Italia (bandiera) | A     |                      |

| N° |                   | Ruolo | Giocatore         |
| -- | ----------------- | ----- | ----------------- |
|    | Italia (bandiera) | D     | Fabrizio Dublino  |
|    | Italia (bandiera) | D     | Andrea Bianchi    |
|    | Italia (bandiera) | CB    | Giuseppe Clemente |

### Staff tecnico
Direttore sportivo:  Gianni Averaimo
Vice-allenatore prima squadra:  Luca Polacchi
Allenatore under 17 / under 20:  Luca Polacchi
Allenatore under 13 / under 15:  Andrea Crespi

## Onorificenze
- Stella di Bronzo al Merito Sportivo: 2014 (ricevuta a Verona il 27 novembre 2015[7])